# The Cloudy Dreamer
Albums de Olivia
The Return of the Chlorophyll Bunny
(2003) Trinka Trinka
(2008)
Singles
The Cloudy Dreamer est le 5e mini album de Olivia, sorti sous le label Cutting Edge le 17 janvier 2007 au Japon. Il atteint la 15e place du classement de l'Oricon. Il se vend à 11 652 exemplaires la première semaine, et reste classé pendant 5 semaines, pour un total de 19 487 exemplaires vendus. C'est le 2e album le plus vendu de Olivia à ce jour.

## Liste des titres
| 1. | If You Only Knew       | Olivia Lufkin, Jeffrey Lufkin | Jeffrey Lufkin                                             | 4:30 |
| 2. | Stars Shining Out      | Olivia Lufkin, 青木カレン     | Jeffrey Lufkin                                             | 4:46 |
| 3. | Dream Catcher          | Chazne, Olivia Lufkin         | Rui, kansei                                                | 4:40 |
| 4. | Who's Gonna Stop it?   | Olivia Lufkin                 | Murochin, Azuma Sakamoto, Yoshiyuki Watabe, Jeffrey Lufkin | 4:33 |
| 5. | Cloudy World           | Olivia Lufkin, Karen Aoki     | Jeffrey Lufkin                                             | 4:24 |
| 6. | Cut Me Free            | Olivia Lufkin                 | Jeffrey Lufkin                                             | 4:05 |
| 7. | Wish (english version) | Olivia Lufkin                 | Jeffrey Lufkin, rui, kansei                                | 3:45 |
| 8. | a little pain          | Kawamura Masumi               | Hiroo Yamaguchi                                            | 5:14 |

| 1. | Stars Shining Out                                         |  |
| 2. | Alone in our Castle (Live at Shibuya O-WEST 25 July 2006) |  |
| 3. | Let Go (Live at Shibuya O-WEST 25 July 2006)              |  |
| 4. | a little pain (Live at Shibuya O-WEST 25 July 2006)       |  |
| 5. | SpidERƧpins (Live at Shibuya O-WEST 25 July 2006)         |  |
| 6. | Devil's in me (Live at Shibuya O-WEST 25 July 2006)       |  |